# Felitto
Felitto – miejscowość i gmina we Włoszech, w regionie Kampania, w prowincji Salerno.
Według danych na rok 2004 gminę zamieszkiwało 1390 osób, 33,9 os./km².